# Liste der National Historic Landmarks in Kansas

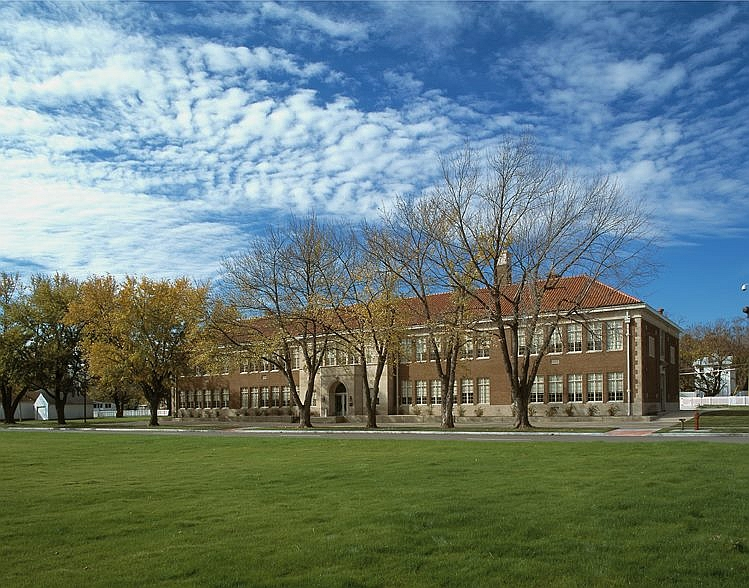
Monroe Elementary School, Gegenstand im Urteil des Obersten Gerichtshofs Brown v. Board of Education gegen die Rassentrennung an amerikanischen Schulen.

Die Liste der National Historic Landmarks in Kansas führt die historischen Objekte und Orte, die im amerikanischen Bundesstaat Kansas als National Historic Landmark (NHL) klassifiziert sind und unter der Aufsicht des National Park Service (NPS) stehen, einer Behörde des amerikanischen Innenministeriums. Diese Wahrzeichen entsprechen besonderen Kriterien hinsichtlich ihrer nationalen Bedeutung, die sie aus der Menge der sonstigen Kulturdenkmale im National Register of Historic Places (NRHP) der USA herausheben.
In dieser Liste sind außerdem weitere Objekte in Kansas aufgeführt, die bundesweite historische Bedeutung haben: National Historic Sites, National Historical Parks, National Memorials und einige andere Einrichtungen sind Gebiete, Wahrzeichen oder Mahnmale in den USA, denen die Auszeichnung nicht durch das Innenministerium, sondern direkt durch Anordnungen des Kongresses oder des Präsidenten verliehen wurde.  Solche historischen Monumente stehen zwar meist ebenfalls unter dem Schutz des National Park Service, sie wurden aber normalerweise nicht zusätzlich noch zum NHL erklärt, wenn der Schutzstatus vor Einführung des Landmarks-Programms 1960 verliehen wurde. Die in Kansas als nationale Monumente dieser Art geführten Objekte verzeichnet der National Park Service im Anhang der NHL-Liste zu Kansas.

## National Historic Landmarks in Kansas
In Kansas gibt es 26 solcher Kulturdenkmale, die in der folgenden Liste vollständig verzeichnet sind (Stand April 2017). Die Denkmale finden sich in 21 der 105 Countys in Kansas.
Um die Konsistenz mit der Liste des National Park Service zu wahren, sind die Einträge in den folgenden Listen in derselben Reihenfolge und unter demselben Namen verzeichnet. Die Tabellenspalte links außen gibt mit einem Farbcode den Hinweis, welche Auszeichnungskategorie des National Park Systems für den jeweiligen Eintrag gilt.
|      | Legende des Farbcodes               |
| ---- | ----------------------------------- |
| NHL  | National Historic Landmark          |
| NHLD | National Historic Landmark District |
| NHS  | National Historic Site              |

| [ 5 ] | Name                                                                            | Bild | Eintragsdatum                                                                                   | Lage | County             | Beschreibung |
| ----- | ------------------------------------------------------------------------------- | ---- | ----------------------------------------------------------------------------------------------- | --- | ------------------ | --- |
| 1     | Black Jack Battlefield                                                          |      | 16. Okt. 2012                                                                                   | Baldwin City, 5 km östlich der Stadt 38° 45′ 42″ N, 95° 7′ 50″ W | Douglas County     | Die dreistündige Schlacht von Black Jack am 2. Juni 1856 war die erste quasi-militärische Auseinandersetzung zwischen Sklavereigegnern und -befürwortern und ein Zeichen der Gewalt-Eskalation in Kansas („Bleeding Kansas“) im Vorfeld des Amerikanischen Bürgerkriegs; markierte den Beginn von John Browns Krieg gegen die Sklaverei. |
| 2     | Council Grove Historic District                                                 |      | 23. Mai 1963                                                                                    | Council Grove 38° 39′ 42″ N, 96° 29′ 18,2″ W | Morris County      | An diesem Ort wurde 1825 ein Vertrag zwischen den Vereinigten Staaten und dem Osage-Volk ausgehandelt, der auf dem Santa Fe Trail eine sichere Passage durch das Territorium der Indianer garantieren sollte. Weil Futter für die Tiere, Wasser und Holz ausreichend vorhanden war, wurde der Ort in den folgenden Jahrzehnten zum natürlichen letzten Rastplatz der Karawanen am Rand der Great Plains; 1847 ließ sich Seth Millington Hays als erster Siedler europäischer Abstammung hier nieder. Zum NHL-District gehören 6 Objekte: Trail Ruts, die letzten erkennbaren Wagenspuren des Santa-Fe-Trails; Council Oak, die Eiche, unter der das Abkommen mit den Osage ausgehandelt wurde; Post Office Oak, inoffizielles „Post-Büro“, hier wurden Nachrichten für spätere Reisende zurückgelassen; Hays Tavern, 1857 von Seth Hays erbautes Rasthaus; Seth Hays House, Wohnhaus von Seth Hays, erbaut 1855; Last Chance Store, erbaut 1857, letztes bestehendes Gebäude der ursprünglich vielen Versorgungseinrichtungen für Reisende entlang der Hauptstraße von Council Grove.   |
| 3     | El Cuartelejo                                                                   |      | 19. Juli 1964                                                                                   | Scott City, 21 km nördlich der Stadt 38° 41′ 1,9″ N, 100° 55′ 26,3″ W                                                                                                | Scott County       | Dieser NHL-District ist ein Ensemble mit mehr als 20 archäologischen Stätten, die meisten davon verbunden mit der Kultur der Plains Apachen, zu datieren auf die Zeit zwischen 1650 und 1750. Die Hauptstätte ist eine Pueblo-Ruine, von der angenommen wird, dass sie auf eine Ansiedlung des Taos-Volks zurückgeht; nordöstlichstes Beispiel eines Pueblos in den USA; außerdem Nachweise der spanischen Forschungen und Unternehmungen in den Great Plains. |
| 4     | Fort Larned (Fort Larned National Historic Site)                                |      | 19. Dez. 1960 (NHL), 31. Aug. 1964 (National Historic Site)                                     | Larned, 10 km westlich der Stadt 38° 10′ 58,6″ N, 99° 13′ 5,6″ W | Pawnee County      | Von 1860 bis 1878 war das Fort die wichtigste Wachstation für den nördlichen Teil des Santa Fe Trails. Aufgegeben in Privatbesitz wurde es zum Zentrum einer großen Ranch. Seit Mitte des 20. Jahrhunderts wurde der Zustand der 1860er Jahre restauriert, so dass das Fort heute (Stand 2017) eine der besterhaltenen Militäranlagen des 19. Jahrhunderts in den USA ist. |
| 5     | Fort Leavenworth                                                                |      | 19. Dez. 1960                                                                                   | Leavenworth 39° 21′ 18″ N, 94° 55′ 16″ W | Leavenworth County | Durchgehend von der Armee genutzte Militärbasis, heute (Stand 2017) U.S. Army Command and General Staff College, höchstrangige Schule im Ausbildungssystem der US-Army; Gründung des Standorts 1827, um die Karawanen der Reisenden auf dem Santa Fe Trail zu schützen; wichtiger Außenposten bei der Kolonisierung des amerikanischen Westens, zentrale Rolle im Mexikanisch-Amerikanischen Krieg wie im Amerikanischen Bürgerkrieg. |
| 6     | Fort Scott (Fort Scott National Historic Site)                                  |      | 19. Juli 1964 (NHL), 19. Okt. 1978 (National Historic Site)                                     | Fort Scott 37° 50′ 31,1″ N, 94° 42′ 17,2″ W | Bourbon County     | Ursprünglich 1842 als Außenposten gegründet, um die Grenze zwischen den Siedlungsgebieten der europäischstämmigen Einwanderer und den Indianervölkern zu festigen; 1853 aufgegeben, als sich der Plan einer solchen permanenten Grenze nicht halten ließ; 1855 wurden die Gebäude des Forts in Privatbesitz verkauft, daraus entstand die Siedlung Fort Scott; erneut Armeeposten im amerikanischen Bürgerkrieg 1861–1865; das erste Infanterie-Regiment schwarzer Amerikaner wurde hier 1863 zusammengestellt; die NHL wurde 1978 zur National Historic Site erweitert. |
| 7     | Haskell Institute                                                               |      | 4. Juli 1961                                                                                    | Lawrence, 155 Indian Avenue 38° 56′ 23″ N, 95° 13′ 58″ W | Douglas County     | Gegründet 1884; ursprünglich Schule, heute Universität für Mitglieder der amerikanischen Indianerstämme. Benannt nach Dudley C. Haskell, Mitglied des Repräsentantenhauses und 1891–93 Chairman des Ausschusses für indianische Angelegenheiten im Repräsentantenhaus. 12 Gebäude des Hochschulgeländes wurden 1961 als historisch besonders wichtig angesehen und zusammengefasst als National Historic Landmark District geschützt. |
| 8     | Hollenberg (Cottonwood) Pony Express Station (auch: „Hollenburg“)               |      | 5. Nov. 1961                                                                                    | Hanover 39° 53′ 56,3″ N, 96° 50′ 36,9″ W | Washington County  | Erbaut 1857 oder 1858 von Gerat H. Hollenberg (auch: Hollenburg); westlichste Station des Pony Express’, verbunden mit der Geschichte des Oregon Trails und des California Trails sowie der Butterfield Overland Mail. Das Gebäude ist am ursprünglichen Ort und im ursprünglichen Umfang erhalten. |
| 9     | Lecompton Constitution Hall                                                     |      | 30. Mai 1974                                                                                    | Lecompton, 319 Elmore Street 39° 2′ 43,5″ N, 95° 23′ 40,7″ W | Douglas County     | Symbol der Erinnerung an die bürgerkriegsähnlichen Auseinandersetzungen in Kansas („Bleeding Kansas“) nach Erlass des Kansas-Nebraska Acts 1854 im Vorfeld des amerikanischen Bürgerkriegs. Lecompton war von August 1855 bis Januar 1861 Hauptstadt des Kansas-Territoriums, und in der Constitution Hall fanden 1857 mehrere heftig umstrittene verfassunggebende Versammlungen statt, in denen der neue Bundesstaat Kansas als Sklavenhalterstaat etabliert werden sollte. |
| 10    | Lower Cimarron Spring (Wagon Bed Springs)                                       |      | 19. Dez. 1960 (NHL Wagon Bed Springs), 5. Aug. 1998 (Dokumentation überarbeitet; Name geändert) | Ulysses, gut 19 km südlich der Stadt 37° 23′ 54,1″ N, 101° 22′ 14,6″ W                                                                                               | Grant County       | Archäologische Stätte, Überreste von Siedlern und Karawanen; die Quelle war die erste Wasserstelle auf dem Cimarron Cutoff genannten Teilstück des Santa Fe Trails, fast 100 km wasserloses Gebiet waren zuvor vom Arkansas River aus zu durchqueren. |
| 11    | Marais des Cygnes Massacre Site                                                 |      | 30. Mai 1974                                                                                    | Trading Post, 8 km nordöstlich von Trading Post 38° 16′ 53″ N, 94° 37′ 16″ W                                                                                         | Linn County        | NHL zur Erinnerung an den Ort des Marais des Cygnes Massakers, wo 1858 eine aus Georgia stammende Bande von Befürwortern der Sklaverei mehrere Menschen ermordeten; eine der letzten auffälligen Gewalttaten in den bürgerkriegsähnlichen Unruhen in Kansas zwischen 1854 und 1861 (Bleeding Kansas). |
| 12    | Medicine Lodge Peace Treaty Site                                                |      | 4. Aug. 1969                                                                                    | Medicine Lodge, südöstlich der Stadt 37° 15′ 57,8″ N, 98° 33′ 17,3″ W                                                                                                | Barber County      | Ort, an dem der Vertrag von Medicine Lodge unterzeichnet wurde, mit dem erstmals ein Versuch unternommen wurde, die Indianerstämme nicht zu vertreiben und umzusiedeln, sondern sie in die amerikanische Zivilisation zu integrieren. |
| 13    | Carrie A. Nation House                                                          |      | 11. Mai 1976                                                                                    | Medicine Lodge, 211 West Fowler Avenue 37° 16′ 32,8″ N, 98° 34′ 51,9″ W                                                                                              | Barber County      | Von 1889 bis 1902 Wohnhaus von Carrie A. Nation, einer prominenten Vertreterin der Abstinenzbewegung in den USA. |
| 14    | Nicodemus Historic District (Nicodemus National Historic Site)                  |      | 7. Jan. 1976 (NHL), 12. Nov. 1996 (National Historic Site)                                      | Nicodemus 39° 23′ 40″ N, 99° 37′ 1,4″ W | Graham County      | Nicodemus wurde im Anschluss an den Amerikanischen Bürgerkrieg 1877 von schwarzen Amerikanern gegründet, die in einer großen Wanderungsbewegung aus den Sklavenhalterstaaten des amerikanischen Südens immigriert waren („Exodusters“). Die Siedlung wurde als 1976 als National Historic Landmark District geschützt aufgrund ihrer einzigartigen historischen Bedeutung als letzte verbliebene Neugründung der Zuwanderer; zum geschützten Distrikt wurden damals 9 Objekte und Gebäude gezählt. 5 dieser Gebäude wurden 1996 als National Historic Site besonders hervorgehoben als Symbole für den Pioniergeist dieser Auswanderer: die Schule, ein Wohnhaus mit verschiedenen Funktionen, zwei Kirchen und ein Verwaltungsgebäude. |
| 15    | Norman No. 1 Oil Well                                                           |      | 22. Dez. 1977                                                                                   | Neodesha, nordöstliche Ecke zwischen Mill Street und First Street 37° 24′ 53″ N, 95° 40′ 23″ W                                                                       | Wilson County      | Ort der ersten kommerziell erfolgreichen Ölquelle des Mid-Continent Oil Field der USA; ein Replikat des ersten Bohrturms befindet sich an der South First Street 106. |
| 16    | Parker Carousel (Lander Parker Carousel)                                        |      | 27. Feb. 1987                                                                                   | Abilene, 412 South Campbell Street 38° 54′ 40,9″ N, 97° 12′ 30,9″ W                                                                                                  | Dickinson County   | Das älteste der drei erhaltenen Karusselle des Abilener Karussellbau-Unternehmens Charles W. Parker Carousel Company, gebaut zwischen 1898 und 1901; nach Restaurierung (ab 1984) in Betrieb beim Dickinson County Heritage Center, dem Museum des Countys in Abilene. |
| 17    | Santa Fe Trail Remains (Santa Fe Trail Ruts)                                    |      | 23. Mai 1963                                                                                    | Dodge City, 14 km westlich der Stadt 37° 47′ 22,8″ N, 100° 11′ 51,5″ W                                                                                               | Ford County        | Durch diese NHL ist ein drei Kilometer langer Abschnitt des 1900 Kilometer langen Santa Fe Trails (National Historic Trail) als besonders schützenswert definiert. |
| 18    | Shawnee Mission                                                                 |      | 23. Mai 1968                                                                                    | Fairway, 3403 West 53rd Street 39° 1′ 57,4″ N, 94° 37′ 29″ W | Johnson County     | Die Shawnee Mission bestand von 1830 bis 1862, um die nach 1825 von Ohio nach Kansas vertriebenen Shawnee zu missionieren und die Kinder der Indianerstämme zu unterrichten (Shawnee Mission and Indian Manual Labor School), 1839 wurde der Standort im Johnson County gegründet; die drei erhaltenen Gebäude (West Building, erbaut 1839: Schule und Wohnhaus des Schulleiters; East Building, erbaut 1841: Unterrichtsräume, Jungenschlafsaal und Kapelle; North Building, erbaut 1845: Mädchenschule und -schlafsaal) sind als NHL ausgezeichnet. |
| 19    | Spring Hill Ranch (Deer Park Place)                                             |      | 18. Feb. 1997                                                                                   | Strong City, knapp 5 km nördlich der Stadt 38° 25′ 58″ N, 96° 33′ 32″ W                                                                                              | Chase County       | Die Ranch (gegründet 1878) wurde als typisches und gut erhaltenes Beispiel für den Übergang der offenen Weidehaltung zur eingehegten Viehwirtschaft in die Liste der National Historic Landmarks aufgenommen; Teil der Tallgrass Prairie National Preserve. |
| 20    | Sumner Elementary School / Monroe Elementary School                             |      | 4. Mai 1987                                                                                     | Topeka, 330 Western Avenue (Sumner Elementary School) 39° 3′ 28,6″ N, 95° 40′ 57,7″ W, 1515 Monroe Street (Monroe Elementary School) 39° 2′ 16,3″ N, 95° 40′ 35,2″ W | Shawnee County     | Die beiden Schulen in Topeka waren 1954 Gegenstände eines der wichtigsten Bürgerrechtsverfahrens gegen die „Rassentrennung“ („Separate but equal“) vor dem Obersten Gerichtshof der USA: Brown v. Board of Education; 1987 wurde das Gebäude der Sumner-Schule, die bis zu diesem Urteil ausschließlich weißen Kindern vorbehalten war, als NHL geschützt, 1991 wurde zu dieser Landmark-Auszeichnung das Gebäude der Monroe-Schule ergänzt, die bis 1954 ausschließlich schwarzen Kindern vorbehalten war. Als 1992 ein Gebäude für die neue National Historic Site Brown v. Board of Education National Historic Site gesucht wurde, wurde die Monroe-Schule als Symbol für den Kampf um gleiche Schulbildung gewählt. Die Sumner-Schule schied damals aus, weil sie noch im Schulbetrieb war; 1997 wurde die Sumner-Schule geschlossen und verfiel in den folgenden Jahren, die historische Bedeutung geriet in Vergessenheit. 2008 zählte der National Trust for Historic Preservation das Gebäude der Sumner-Schule zu den 11 am meisten gefährdeten historischen Plätzen der USA. |
| 21    | Tobias-Thompson Complex                                                         |      | 4. Juli 1964                                                                                    | Geneseo 38° 27′ 24″ N, 98° 5′ 31″ W | Rice County        | Archäologische Stätte nördlich und südlich des Little Arkansas Rivers mit Überresten der Wichita-Bevölkerung. |
| 22    | Warkentin Farm (Little River Stock Farm)                                        |      | 14. Dez. 1990                                                                                   | Halstead, 140 East North Street 38° 0′ 24,7″ N, 97° 30′ 15,4″ W | Harvey County      | Wohnhaus ursprünglich 1874 erbaut, Neubau 1884; von 1874 bis 1887 Wohnort von Bernhard Warkentin, einem mennonitischen Einwanderer aus der Ukraine, der eine zentrale Rolle spielte bei der Immigrationsbewegung der Mennoniten aus Russland Ende des 19. Jahrhunderts und bei den erfolgreichen Versuchen, europäische Weizenarten (Winterweizen) in den USA zu etablieren; zum Landmark-District gehören die Scheune und weitere Nebengebäude. |
| 23    | Western Branch, National Home for Disabled Volunteer Soldiers                   |      | 17. Juni 2011                                                                                   | Leavenworth, nahe Fort Leavenworth 39° 16′ 42″ N, 94° 53′ 34,8″ W | Leavenworth County | Die westliche Niederlassung der nationalen Heimstätten für Kriegsinvaliden wurde 1885 in Leavenworth gegründet (erste Bauphase 1884–1890), ursprünglich um Veteranen des Amerikanischen Bürgerkriegs eine Unterkunft zu bieten. Der große Campus liegt direkt neben dem Leavenworth National Cemetery, einem Nationalfriedhof der Vereinigten Staaten. Zum Landmark-District gehören 82 historische Gebäude, Einrichtungen und andere Wahrzeichen, die zwischen den 1880er und 1940er Jahren erbaut wurden. Teil des Eisenhower Medical Centers des Department of Veterans Affairs (VA). |
| 24    | William Allen White House („Red Rocks“)                                         |      | 11. Mai 1976                                                                                    | Emporia, 927 Exchange Street 38° 24′ 34,6″ N, 96° 10′ 31,5″ W | Lyon County        | Von 1899 bis 1944 Wohnhaus des einflussreichen progressiven Journalisten William Allen White. |
| 25    | Whiteford (Price) Site                                                          |      | 19. Juli 1964                                                                                   | Salina 38° 51′ 34,8″ N, 97° 31′ 27″ W | Saline County      | Archäologische Stätte, Gebäudereste, Friedhof, Überreste menschlicher Besiedlung zwischen 1000 und 1300. |
| 26    | Wyandotte National Burying Ground (Eliza Burton Conley Burial) (Huron Cemetery) |      | 23. Dez. 2016                                                                                   | Kansas City 39° 6′ 52,7″ N, 94° 37′ 33,6″ W | Wyandotte County   | Friedhof des Wyandot-Indianervolks (Huronen), als NHL ausgezeichnet, weil der Ort greifbares Zeugnis der Konsequenzen der Indianervertreibungen des 19. Jahrhunderts ist; außerdem Grabstätte von Eliza Burton Conley, der ersten Anwältin, die juristisch argumentierte, dass Grabstätten der Indianervölker staatlichem Schutz unterliegen. |

## Historische Monumente in Kansas
In Kansas gibt es vier solcher Gebiete, die vom National Park Service im Anhang der Landmark-Liste für Kansas genannt werden (Stand 2017), drei davon sind auch National Historic Landmarks und in der Liste oben bereits verzeichnet: die Fort Larned National Historic Site (Eintrag: Fort Larned), die Fort Scott National Historic Site (Eintrag: Fort Scott) und die Nicodemus National Historic Site (Eintrag: Nicodemus Historic District). Hinzu kommt:
| [ 59 ] | Name                                                                          | Bild | Eintragsdatum | Lage                                                       | County         | Beschreibung |
| ------ | ----------------------------------------------------------------------------- | ---- | ------------- | ---------------------------------------------------------- | -------------- | --- |
| 1      | Brown v. Board of Education National Historic Site (Monroe Elementary School) |      | 26. Okt. 1992 | Topeka, 1515 Monroe Street 39° 2′ 16,3″ N, 95° 40′ 35,2″ W | Shawnee County | Die Monroe Elementary School wurde 1992 als Symbol für den Kampf der schwarzen Amerikaner gegen die Benachteiligung ihrer Kinder als National Historic Site ausgezeichnet, unter dem Namen Brown v. Board of Education National Historic Site. Der Name nimmt dabei Bezug auf eines der wichtigsten Bürgerrechtsverfahrens gegen die Rassentrennung („Separate but equal“) vor dem Obersten Gerichtshof (Supreme Court) der Vereinigten Staaten: die Entscheidung im Verfahren Brown v. Board of Education, mit dem 1954 die Rassentrennung an Schulen aufgehoben wurde. |